# HMAS Durraween
HMAS Durraween – trałowiec pomocniczy i eskortowiec z okresu II wojny światowej należący do Royal Australian Navy (RAN).

## Historia
Okręt został zbudowany w stoczni Collingwood Shipbuilding Company Ltd w 1919 w Ontario, należał do trałowców typu Castle.  Po zakończeniu I wojny światowej okręt został przebudowany na trawler i do 1928 operował z Fleetwood w Lancashire, w tym roku został zakupiony przez firmę Red Funnel Fisheries z Sydney.  Już jako „Durraween” opuścił Anglię i po 92 dniach podróży (w czasie podróży wszedł na mieliznę w pobliżu Wysp Kokosowych) przybył do Sydney w grudniu 1928.  28 grudnia 1937 w pobliżu Montague Island doszło do kolizji pomiędzy „Durraween” a statkiem pasażerskim MS „Wanganella”.
22 czerwca 1940 statek został wcielony do RAN-u (RAN zarekwirował jeszcze dwa inne trawlery należące do tej firmy: HMAS „Korowa” i HMAS „Goolgwai”) i po przystosowaniu go do roli trałowca pomocniczego wszedł do służby 29 lipca.  Okręt wszedł w skład Minesweeping Group 54 (54 Grupy Trałowej) stacjonującej w Melbourne.  Wziął między innymi udział w akcji likwidowania pól minowego postawionych w pobliżu Melbourne przez niemieckie rajdery HSK „Pinguin” i „Passat”.
Okręt został wycofany do rezerwy 1 listopada 1945 i zwrócony właścicielowi 25 października 1946.  „Durraween” został złomowany w Sydney w 1952.